# El abogado, el alcalde y el notario
El abogado, el alcalde y el notario es una comedia española del año 1969 dirigida por José María Font que narra la historia de un abogado tímido y apocado que va a ser padre. Para incrementar sus ingresos y hacer frente a esa nueva responsabilidad se interna en asuntos turbios con personas poco recomendables.